# Élections législatives antiguaises de 1994
Les élections législatives antiguaises de 1994 ont lieu le 8 mars 1994 afin de renouveler les 17 membres de la Chambre des représentants d'Antigua-et-Barbuda. 
Elles sont remportées par le Parti travailliste d'Antigua (ALP), au pouvoir, sous la direction de Lester Bird. Ce dernier est nommé chef de l'ALP avant le scrutin, après que son père et prédécesseur Vere Bird est annoncé son intention de prendre sa retraite. Lester Bird est nommé Premier ministre après les élections. Le taux de participation est de 62,3 %. Il s'agit de la première élection disputée par le Parti progressiste unifié (UPP), sous la direction du futur Premier ministre Baldwin Spencer.
Les élections sont décrites comme n'étant ni libres ni équitables, car elles sont entachées de plusieurs problèmes, notamment l'absence de garantie d'un vote à bulletin secret, un processus d'inscription déficient et ouvert aux abus, et l'inflation du registre des électeurs de 25 % avec les noms de personnes décédées ou d'émigrés.

## Résultats
|                          |                                                            |        |       |       |        |               |
| Parti                    | Parti                                                      | Voix   | %     | +/-   | Sièges | +/-           |
|                          | Parti travailliste d'Antigua (ALP)                         | 14 763 | 54,44 | 9,41  | 11     | 4             |
|                          | Parti progressiste unifié (UPP)                            | 11 852 | 43,71 | 12,75 | 5      | 4             |
|                          | Mouvement populaire de Barbuda (BPM)                       | 367    | 1,35  | 0,02  | 1      | en stagnation |
|                          | Symbolisation du congrès des travailleurs fusionnés (WACS) | 11     | 0,04  | Nv    | 0      | Nv            |
|                          | Indépendant                                                | 123    | 0,45  | 0,42  | 0      | en stagnation |
|                          |                                                            |        |       |       |        |               |
| Votes valides            | Votes valides                                              | 27 116 | 99,46 |       |        |               |
| Votes blancs et nuls     | Votes blancs et nuls                                       | 147    | 0,54  |       |        |               |
| Total                    | Total                                                      | 27 263 | 100   | –     | 17     | en stagnation |
| Abstentions              | Abstentions                                                | 16 486 | 37,68 |       |        |               |
| Inscrits / participation | Inscrits / participation                                   | 43 749 | 62,32 |       |        |               |